# A. Holdermann
A. Holdermann (Lebensdaten unbekannt) war ein deutscher Fußballspieler.

## Karriere
Holdermann gehörte dem Karlsruher FV an und war in dem vom Verband Süddeutscher Fußball-Vereine ausgetragenen Regionalen Spielbetrieb im Bezirk Baden als Läufer aktiv. In der 1902 ausgetragenen Endrunde um die Süddeutsche Meisterschaft gehörte er der Finalmannschaft an, die nach dem 5:1-Halbfinalsieg am 23. Februar 1902 in Karlsruhe über den 1. FC Pforzheim am 6. April 1902 mit 4:0 beim 1. Hanauer Fußball-Club 1893 gewann. Diesen Erfolg erzielte er ein weiteres Mal und erneut gegen den vorgenannten Verein, der am 7. Dezember 1902 in Darmstadt mit 5:2 bezwungen werden konnte; die am 30. November 1902 mit dem FC Stuttgarter Kickers ausgetragene Halbfinalbegegnung zuvor endete mit 7:0.
Später war Holdermann vorübergehend in England und spielte beim südenglischen Margate F.C.
1904 zurückgekehrt und als Sieger aus dem Gau Mittelbaden hervorgegangen, nahm er erneut an der Endrunde um die Süddeutsche Meisterschaft teil und setzte sich mit seiner Mannschaft im Viertelfinale – wenn auch erst im Wiederholungsspiel gegen den Straßburger FV – und anschließend im Halbfinale gegen den FC Stuttgarter Kickers durch. Am 27. März gewann er mit seinem Verein seinen dritten Titel, da der FC Germania Frankfurt im Finale um die Süddeutsche Meisterschaft mit 5:0 in die Schranken verwiesen werden konnte. Das am 26. März 1905 gegen den 1. Hanauer Fußball-Club 1893 angesetzte Finalspiel fiel aus; da die Hanauer Mannschaft nur mit zwei Spielern antrat, erklärte der Schiedsrichter den Karlsruher FV mit 5:0 zum Sieger. Mit seiner Mannschaft erreichte er ferner das am 11. Juni 1905 in Köln ausgetragene Finale um die Deutsche Meisterschaft im Weidenpescher Park. Doch gegen den BTuFC Union 92, dem Meister des Verbandes Berliner Ballspielvereine, unterlag er mit seinem Verein mit 0:2.

## Erfolge
- Zweiter der Deutschen Meisterschaft 1905
- Süddeutscher Meister 1902, 1903, 1904, 1905